# Institut de Soudure

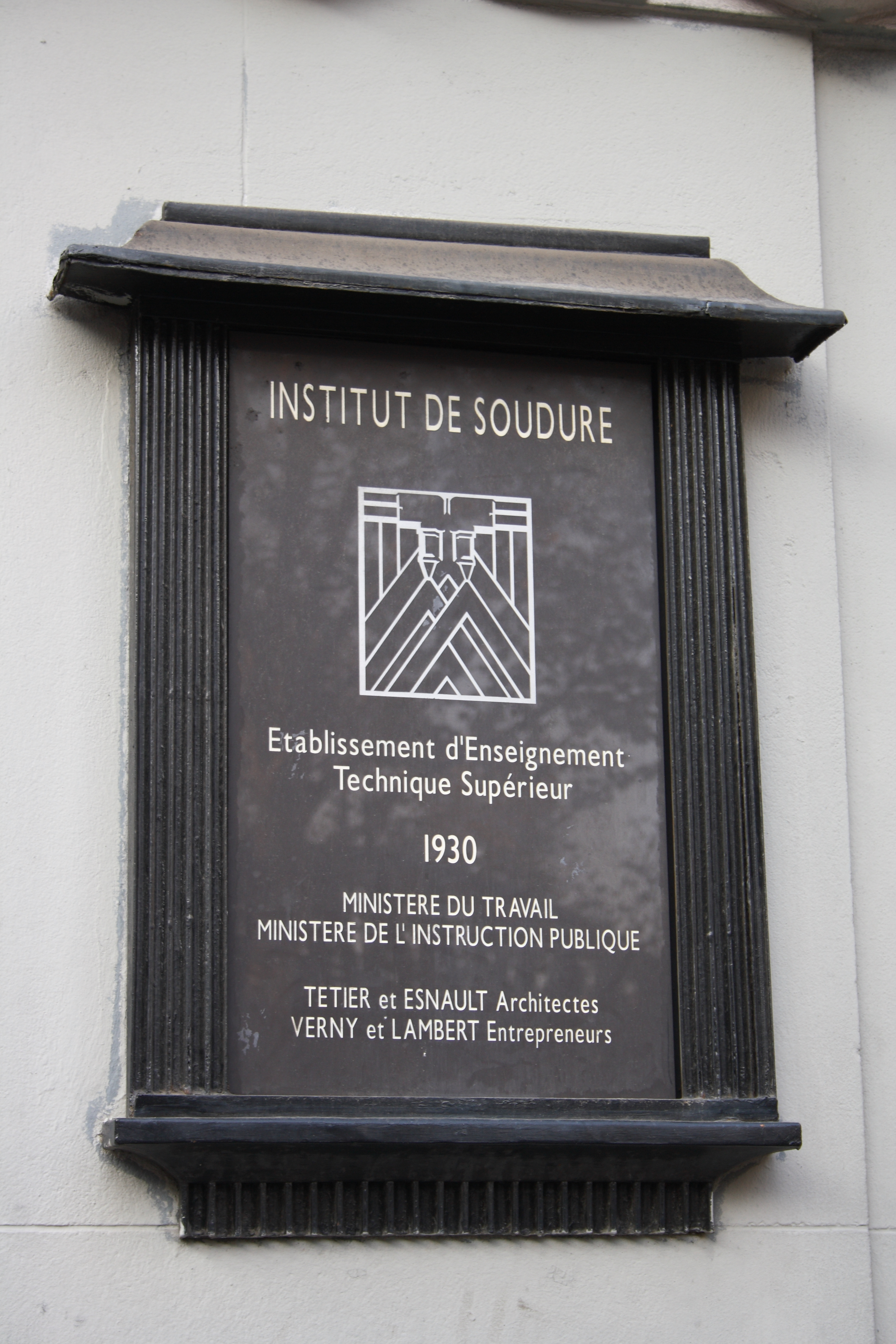
Ehemaliges Gebäude des Institut de Soudure in Paris, 32, Boulevard de la Chapelle

Das Institut de Soudure wurde 1905 in Frankreich gegründet und bietet der Industrie technische Unterstützung durch industrielle Forschung und Entwicklung, Fremdüberwachung, behördliche Prüfung, zerstörungsfreie Prüfung, Bildung, Ausbildung in der Schweißtechnik und Inspektion, Qualifizierung, Zertifizierung und Arbeitssicherheit.
Das Institut hat langjährige Erfahrung zum Thema Werkstoffe und deren Verhalten im Betrieb, Schweiß- und Fügetechnik, Werkstoffprüfung und Druckgeräte-Vorschriften. Es ist in Frankreich das führende Unternehmen auf dem Gebiet der Schweißtechnik und Mitglied im International Institute of Welding. Auf nationaler und internationaler Ebene ist es durch autorisierte Niederlassungen vertreten. Großunternehmen wie Total, Shell, Technip, Gaz de France (GDF), Electricité de France (EDF), Renault and Peugeot gehören zu den Auftraggebern des Institut de Soudure.

## Wichtige Daten
- 740 Mitarbeiter: mehr als 600 Ingenieure und Techniker
- 69,5 Mio. € Umsatz (2007)[1]
- 28 Standorte in Frankreich einschließlich 11 Ausbildungszentren
- 8000 m² Laborfläche
- In 30 Ländern präsent
- 10 Tochtergesellschaften und Vertretungen im Ausland